# Top Model of the World 2019
Top Model of the World 2019 fue la 26.ª edición del certamen Top Model of the World, correspondiente al año 2019; la cual se llevó a cabo el 24 de enero de 2020 en Hurgada, Egipto. Candidatas de 37 países y territorios autónomos compitieron por el título. Al final del evento, Janet Marihan Leyva Rodríguez, Top Model of the World 2018 de Perú, coronó a Nicole Menayo Alvarado, de España, como su sucesora.

## Resultados
| Posiciones                  | Candidata |
| --------------------------- | --- |
| Top Model of the World 2019 | - España - Nicole Menayo Alvarado |
| Primera Finalista           | - Mauricio - Vishakha Tania René |
| Segunda Finalista           | - Colombia - Carmen Sofía Maury Atencia |
| Top 5                       | - Australia - Mya Grieve - Ucrania - Veronika Dvoretskaya |
| Top 15                      | - Costa Rica - Evelyn Sibaja Alfaro - Filipinas - Tyra Rae Florito Goldman - Hungría - Kitti Vascsák - Italia - Roberta Grazia Quinto - México - Elizabeth De Alba Ruvalcaba - Puerto Rico - Lorimar Rivera Atanacio - República Checa - Miroslava Pikolová - Suecia - Fredrika Hall - Venezuela - Yohandri Andrea Herrera - Zimbabue - Chipo Chigwende |

## Premios especiales
| Premio                  | Candidata                               |
| ----------------------- | --------------------------------------- |
| Miss Fotogénica         | - España - Nicole Menayo Alvarado       |
| Miss Popularidad        | - República Checa - Miroslava Pikolová  |
| Miss Simpatía           | - Maldivas - Saaniya Ahmed              |
| Mejor en Traje Nacional | - República Checa - Miroslava Pikolová  |
| Mejor en Traje de Noche | - Macedonia del Norte - Ana Brzanova    |
| Mejor en Baile          | - Puerto Rico - Lorimar Rivera Atanacio |
| Mejor Cuerpo            | - España - Nicole Menayo Alvarado       |
| Top Model Meraki        | - Suecia - Fredrika Hall                |
| Miss Globe              | - Filipinas - Tyra Rae Florito Goldman  |
| Reina de Europa         | - República Checa - Miroslava Pikolová  |

## Candidatas
37 candidatas compitieron por el título:
(En la tabla se utiliza su nombre completo, los sobrenombres van entrecomillados y los apellidos utilizados como nombre artístico, entre paréntesis; fuera de ella se utilizan sus nombres «artísticos» o simplificados).
| País/Territorio     | Candidata                   |
| ------------------- | --------------------------- |
| Albania             | Adela Cani                  |
| Alemania            | Cindy Röpke                 |
| Armenia             | Anush Sahakyan              |
| Australia           | Mya Grieve                  |
| Austria             | Ioana-Andreea Dorohoi       |
| Brasil              | Beatriz Fernanda Da Silva   |
| Bulgaria            | Anna Krumova Ivanova        |
| Camerún             | Ruth Anyanwu Adam           |
| Colombia            | Carmen Sofía Maury Atencia  |
| Costa Rica          | Evelyn Sibaja Alfaro        |
| Escandinavia        | Zenita Bjarneby             |
| España              | Nicole Menayo Alvarado      |
| Eurasia             | Sinem Yegenoglu             |
| Filipinas           | Tyra Rae Florito Goldman    |
| Finlandia           | Liina Ilona Malinen         |
| Guadalupe           | Edosy Grego                 |
| Hungría             | Kitti Vascsák               |
| India               | Hetal Rathod                |
| Italia              | Roberta Grazia Quinto       |
| Macedonia del Norte | Ana Brzanova                |
| Maldivas            | Saaniya Ahmed               |
| Mauricio            | Vishakha Tania René         |
| México              | Elizabeth De Alba Ruvalcaba |
| Moldavia            | Andreea Mariana Simon       |
| Mónaco              | Sonia Douar                 |
| Noruega             | Gabriella Lomm Mann         |
| Países Bajos        | Milenka Janssen             |
| Puerto Rico         | Lorimar Rivera Atanacio     |
| República Checa     | Miroslava Pikolová          |
| Rumania             | Monica Ilona Buda           |
| Sri Lanka           | Cathy Ferdinands            |
| Suecia              | Fredrika Hall               |
| Turquía             | Damla Nur Kartal            |
| Ucrania             | Veronika Dvoretskaya        |
| Venezuela           | Yohandri Andrea Herrera     |
| Zambia              | Mwaka Donah Nyirenda        |
| Zimbabue            | Chipo Chigwende             |

### Candidatas retiradas
- Amazonia - Caroline Silva Dias
- Argentina - Halynne Kelen De Aguiar
- Ecuador - Sherly Ocles Congo
- Ghana - Julee Bocoum
- Inglaterra - Molly Hunter
- Portugal - Alexandra Fontes
- Rusia - Kseniya Rozenberg

## Datos acerca de las delegadas
- Algunas de las delegadas de Top Model of the World 2019 han participado, o participarán, en otros certámenes internacionales de importancia:
  - Ioana-Andreea Dorohoi (Austria) participó sin éxito en Miss Cultura Internacional 2019, Miss Cultura Internacional 2021 y Miss Turismo Planeta 2022 y quinta finalista en Miss Multiverse 2020, en estos certámenes representando a Rumania.
  - Ruth Anyanwu Adam (Camerún) fue cuarta finalista en Miss Freedom of the World 2019.
  - Zenita Bjarneby (Escandinavia) participó sin éxito en Miss Intercontinental 2019 representando a Noruega.
  - Nicole Menayo Alvarado (España) participó sin éxito en Miss Cultura y Paz Internacional 2015, ganadora de Miss Mesoamérica Internacional 2016 y semifinalista en Miss Supranacional 2017 y Miss Grand Internacional 2018, en estos certámenes representando a Costa Rica.
  - Liina Ilona Malinen (Finlandia) participó sin éxito en Miss Turismo of the Globe 2019, Miss Turismo Global City 2019, Miss Grand Internacional 2020, Top Model of the World 2022 y Top Model of the World 2023 y participará en Top Model of the World 2024.
  - Edosy Grego (Guadalupe) participó sin éxito en Miss Supranacional 2021.
  - Kitti Vascsák (Hungría) fue ganadora de Miss Summer World 2021.
  - Ana Brzanova (Macedonia del Norte) participó sin éxito en The Miss Globe 2020, Miss Eurasia 2021, World Miss University 2022, en estos certámenes representando a Serbia, Miss Aura Internacional 2021 y Miss Tierra 2021, semifinalista en Miss Europa 2022 y séptima finalista en World Next Top Model 2022.
  - Vishakha Tania René (Mauricio) fue semifinalista en Miss Intercontinental 2019 y participó sin éxito en Miss Grand Internacional 2020.
  - Sonia Douar (Mónaco) participó sin éxito en Face of the Globe 2016, representando a Francia, Miss Intercontinental 2016, Miss Global 2017 y Miss Summit Internacional 2022.
  - Gabriella Lomm Mann (Noruega) participó sin éxito en Miss Tierra 2020 y Miss Mundo 2021, en estos certámenes representando a Suecia.
  - Milenka Janssen (Países Bajos) fue cuartofinalista en Miss Supranacional 2016.
  - Miroslava Pikolová (República Checa) participó sin éxito en Miss Princess of the World 2017 y semifinalista en Miss Intercontinental 2019.
  - Monica Ionela Buda (Rumania) participó sin éxito en Miss Intercontinental 2017 y Miss Model of the World 2018.
  - Fredrika Hall (Suecia) participó sin éxito en Miss Intercontinental 2019.
  - Mwaka Donah Nyirenda (Zambia) participó sin éxito en Miss Intercontinental 2015.
  - Chipo Chigwende (Zimbabue) participó sin éxito en Miss Emerald Internacional 2020.

## Sobre los países en Top Model of the World 2019

### Naciones debutantes
- Camerún
- Eurasia
- Mónaco

### Naciones que regresan a la competencia
Compitieron por última vez en 2009/2010:
- Finlandia
- Noruega
- República Checa

Compitió por última vez en 2011/2012:
- Austria

Compitió por última vez en 2013:
- Guadalupe

Compitieron por última vez en 2014:
- Albania
- Macedonia del Norte

Compitieron por última vez en 2015:
- Mauricio
- Zambia

Compitieron por última vez en 2016:
- Australia
- Bulgaria
- Costa Rica
- Escandinavia

Compitieron por última vez en 2017:
- Armenia
- España
- Hungría
- Italia
- Moldavia

### Naciones ausentes
| - Amazonia - Asia del Sur - Bélgica - Benelux - Bosnia y Herzegovina - Chile - Estonia - Francia - Ghana - Inglaterra | - Kosovo - Lituania - Perú - Portugal - República Dominicana - Rusia - Serbia - Sierra Leona - Sudáfrica |